# Патера Орк
Orcus Patera — це регіон на поверхні планети Марс. Це — геологічна депресія довжина якої становить близько 380 км, ширина — 140 км, та глибина — близько 0.5 км (500 м), але її дно — відносно рівнинне. Ця депресія має кільцевий вал, висота якого сягає 1.8 км. Orcus Patera розташована на захід від Mons Olympus та на схід від Elysium Mons. Вона розташована приблизно посередині шляху між цими двома вулканами, а також на схід та на північ від кратера Ґейл.
Ця депресія піддавалася еоловим процесам, а також містить небагато невеликих кратерів та таких геологічних утворень, як розломи та грабени. Однак достеменно невідомо. яким чином утворилася ця патера. За різними теоріями, її утворення могли спричинити вулканічні, тектонічні, або кратеротворчі події в цьому регіоні.
Космічний апарат Mars Express проводив спостереження над цим регіоном 2005 року, в результаті чого були створені цифрові моделі рельєфу та отримані кольорові зображення.